# 시흥 요금소
시흥 요금소(始興料金所, Siheung TG)는 경기도 시흥시 서해안로1780번길 94 (계수동)에 위치한 수도권제1순환고속도로 본선 상의 요금소이다. 시흥 나들목에서 동쪽으로 약 700m 떨어진 곳에 있다.
1999년 11월 26일 산본 나들목에서 장수 나들목까지 구간이 개통하면서 영업을 개시했다. 2010년 8월 23일 경기도에서 경기순환버스 노선을 신설하면서 이 버스가 정차하는 버스 정류장이 설치되었다.
요금소 내에 시흥 졸음쉼터가 설치되어 있다.

## 연혁
- 1999년 11월 26일 : 서울외곽순환고속도로 산본 나들목에서 장수 나들목까지 구간 개통과 동시에 영업 개시
- 2010년 8월 23일 : 경기순환버스 노선 신설로 요금소 도로변에 환승 정류소 설치

## 교통량 정보
| 요금소        | 통행량 (대/일) | 통행량 (대/일) | 통행량 (대/일) | 통행량 (대/일) | 통행량 (대/일) | 통행량 (대/일) | 통행량 (대/일) | 통행량 (대/일) | 통행량 (대/일) | 통행량 (대/일) | 각주  |
| 요금소        | 2001년         | 2002년         | 2003년         | 2004년         | 2005년         | 2006년         | 2007년         | 2008년         | 2009년         | 2010년         | 각주  |
| ------------- | -------------- | -------------- | -------------- | -------------- | -------------- | -------------- | -------------- | -------------- | -------------- | -------------- | ----- |
| 시흥 (개방식) | 104,920        | 121,219        | 125,936        | 129,609        | 133,677        | 137,301        | 143,156        | 142,304        | 146,007        | 143,816        | [ 1 ] |
| 요금소        | 2011년         | 2012년         | 2013년         | 2014년         | 2015년         | 2016년         | 2017년         | 2018년         | 2019년         |                | [ 1 ] |
| 시흥 (개방식) | 144,008        | 146,658        | 145,054        | 149,307        | 152,924        | 154,485        | 153,979        | 156,267        | 158,854        |                | [ 1 ] |